# Fiamma (bandiera)

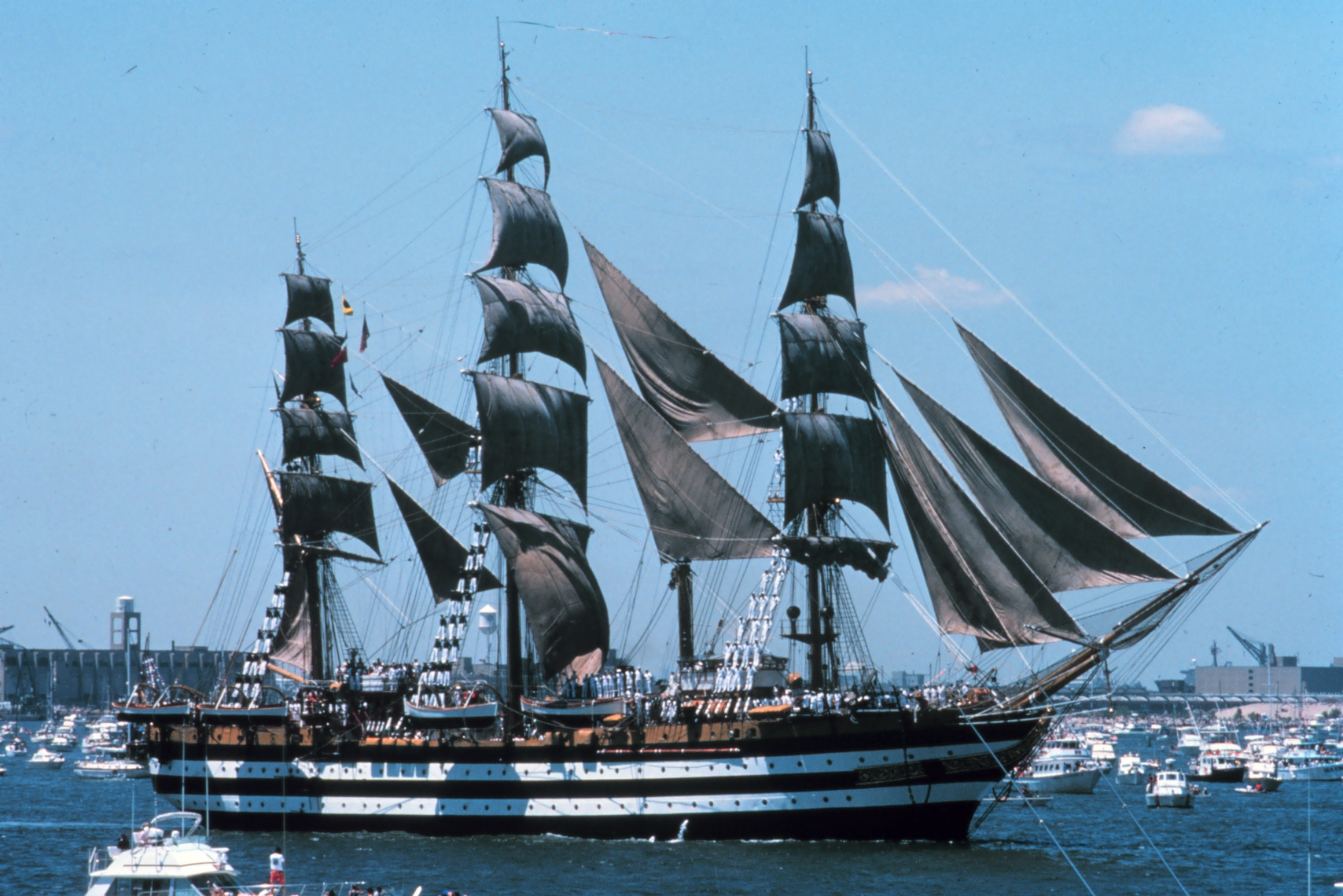
L'Amerigo Vespucci a New York, Stati Uniti d'America, nel 1976. Si nota (anche se poco visibile) la fiamma sull'albero di maestra

La Fiamma (anche detta pendente) è una speciale bandiera navale delle unità da guerra che viene alzata sull'albero maestro o sull'unico albero dell'unità.
La Fiamma è il distintivo di comando delle navi da guerra comandate da un ufficiale e segnala che la nave sulla quale è issata è in servizio nella Marina Militare del proprio Paese. La bandiera ha una caratteristica forma triangolare allungata (talvolta sottile e lunghissima), da cui trae il nome. Nel caso la nave sia al comando di ufficiali superiori con una propria insegna di comando, la fiamma è sostituita da quest'ultima.
La fiamma viene issata all'atto dell'immatricolazione della nave nel registro del naviglio militare e non viene mai ammainata (se non all'atto della radiazione della nave), a differenza della bandiera navale di navigazione, della bandiera di porto o della bandiera di bompresso.
Benché normata dai regolamenti navali, viene comunemente detto che la sua lunghezza possa variare a seconda delle miglia percorse dalla nave durante il periodo di comando del Comandante della Nave, al quale viene poi donata dall'equipaggio, al termine del suo periodo di comando.

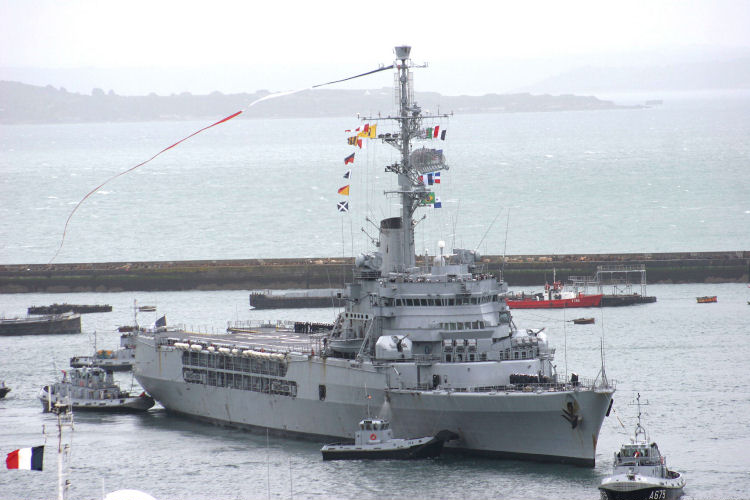
La fiamma di ritorno dell'incrociatore francese Jeanne d'Arc.

È tradizione in alcune marinerie (tra cui la Marina Militare Italiana) che le unità che tornano in Patria dopo un’assenza di almeno due anni alzino una fiamma speciale (detta "di ritorno" o "di lunga navigazione") particolarmente lunga, tanto da arrivare sino in coperta o a toccare l'acqua.

## Storia

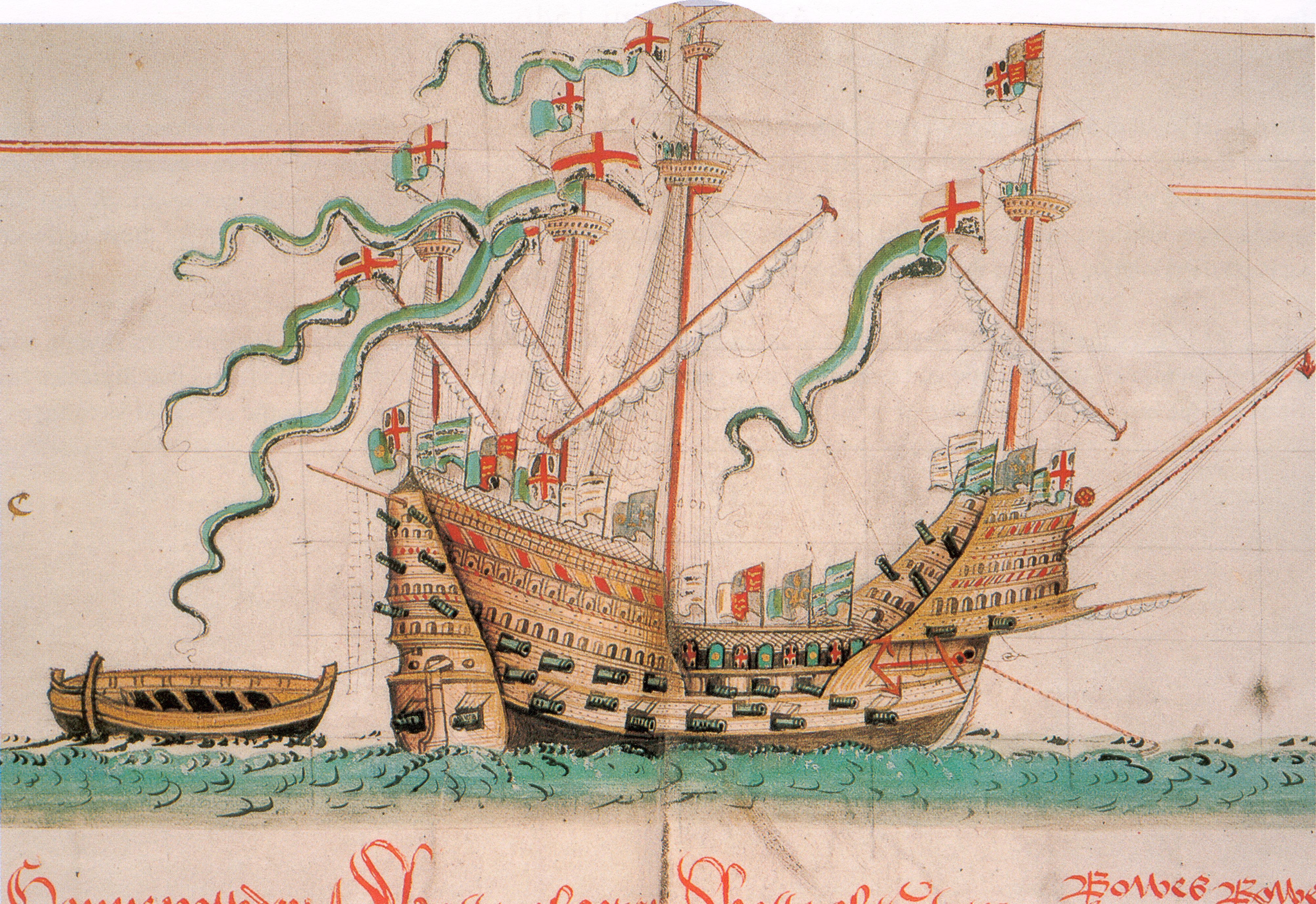
Unica immagine conosciuta della Mary Rose

Storicamente, all'epoca della marineria a vela, la fiamma era impiegata per distinguere le navi da guerra da quelle mercantili. Oggi, che le navi militari sono facilmente distinguibili e l'albero della nave è occupato dalle antenne, la fiamma ha una funzione unicamente simbolica.

## Fiamma di Chiesa
Alcune marine hanno una fiamma speciale per indicare che sulla unità di guerra che la issa è in corso una celebrazione religiosa. L'origine pare risale alle guerre anglo-olandesi del XVII secolo, durante le quali venne issata la domenica per segnalare che si stava svolgendo una funzione religiosa e che quindi c'era una tregua tra i due paesi belligeranti. Addirittura i due Paesi adottarono la stessa fiamma, che univa al suo interno tanto i colori britannici (la croce di S. Giorgio rossa su campo bianco) quanto quelli olandesi (il tricolore rosso, bianco e blu). La tradizione si è conservata ai giorni attuali per cui tanto i Paesi Bassi, quanto il Regno Unito (e quindi il Commonwelt), adottano la stessa fiamma di chiesa. La Marina degli Stati Uniti utilizza due modelli di fiamma, uno per celebrare le celebrazioni cristiane e l'altro per le celebrazioni ebraiche.